# 米村知子
米村 知子（よねむら ともこ、1982年7月1日 - ）は、熊本県熊本市南区（旧：下益城郡城南町）出身の女子プロテニス選手。身長170cm。右利き。妹である米村明子もプロテニス選手である。

## 来歴
8歳でテニスを始め、鎮西高校卒業後の2002年にプロ転向。同年の全日本選手権では飯島久美子とのペアで準優勝。
2003年の昭和の森Head Tennis tourダブルスでプロ初タイトル。9月の広島大会でシングルス初タイトルを獲得する。
2005年全日本選手権シングルスでは森田あゆみに惜敗で準優勝。2009年と2010年も準優勝している。女子ダブルスでは2007年と2009年に優勝している。
2006年には全日本室内選手権で優勝を決め、翌年も連覇した。
2006年アジア大会では女子ダブルス・団体で銅メダルを獲得した。
米村は2011年3月の島津全日本室内テニス選手権大会準決勝で妹の米村明子に 2-6, 6-3, 3-6 で敗れた試合を最後に現役を引退した。

## 獲得タイトル
- 昭和の森Head Tennis tour2003
- 島津全日本室内選手権2006・2007連覇
- イザワクリスマスオープン2006
- 福岡国際女子テニス2008
- 草津国際女子テニス2008